# Roland Lang (Politiker)
Roland Lang (* 12. Januar 1938 in Steinwenden; † 6. Januar 2012 in Kaiserslautern) war ein rheinland-pfälzischer Landtagsabgeordneter und Kommunalpolitiker der SPD.

## Leben
Lang geboren 1938 im pfälzischen Steinwenden, wuchs durch den Tod seines Vaters, der im Zweiten Weltkrieg gefallen war, als Halbwaise auf. Nach seiner Schulausbildung absolvierte Lang eine Lehre zum Maurer, erlangte aber anschließend auf dem zweiten Bildungsweg das Abitur. Danach belegte er ein Bauingenieurstudium und arbeitete anschließend in diesem Beruf in einem eigenen Büro in Steinwenden. 1972 wechselte Lang als Seiteneinsteiger an eine Berufsschule in Kaiserslautern, wo er bis 1987 unterrichtete. Diese Tätigkeit beendete er nach seiner Wahl in den Mainzer Landtag.
Lang trat mit 25 Jahren in die SPD ein. Ab 1964 vertrat er seine Partei als Mitglied im Steinwendener Gemeinderat, zeitweilig führte er den ansässigen SPD-Ortsverein. 1977 wurde er zudem zum stellvertretenden Vorsitzenden des SPD-Unterbezirks Kaiserslautern und für einige Jahre zum Vorsitzenden des SPD-Kreisvorstandes Kaiserslautern gewählt. Von 1979 bis 2004 vertrat Lang die SPD im Kreistag des Landkreises Kaiserslautern. 1987 zog Roland Lang in den Mainzer Landtag als Abgeordneter ein. Den Schwerpunkt seiner Arbeit setzte er dabei bei der Innenpolitik. 1991 wurde Lang mit 52,3 % der Erststimmen als Direktkandidat des Wahlkreises Kaiserslautern-Land erneut in den Landtag gewählt. 1996 konnte er diesen Erfolg mit 45 % der Erststimmen nochmals wiederholen. Parallel dazu wurde 1992 zum Ortsbürgermeister von Steinwenden gewählt. 12 Jahre lang bestimmte er daraufhin die Geschicke seines Heimatortes, bis er 2004 seinem Nachfolger Platz machte. Lang blieb jedoch weiterhin Gemeinderatsmitglied.

## Wirken
Neben seiner beruflichen und politischen Karriere engagierte sich Lang auch frühzeitig ehrenamtlich. Seit 1969 war er Schriftführer des Arbeiter-Sterbekassen-Vereins Steinwenden. Nach seiner Zeit als Ortsbürgermeister führte er ab 2005 als Vorsitzender den SV Steinwenden. Für sein politisches und ehrenamtliches Engagement wurde Lang mit dem Verdienstkreuz der Bundesrepublik Deutschland am Bande geehrt.
Roland Lang verstarb am 6. Januar 2012 im Kaiserslauterer Westpfalz-Klinikum.